# 福建省连江县人民检察院
福建省连江县人民检察院，通稱為连江县人民检察院，是福建省福州市连江县的检察机关，现任检察长为陳冰。

## 机构设置
福建省连江县人民检察院设有以下机构：
- 办公室
- 政治部
- 第一检察部
- 第二检察部
- 第三检察部
- 第四检察部
- 第五检察部
- 综合业务部
- 司法警察大队